# Kraj
Kraj — польская еженедельная газета консервативного направления.
Издавалась в Петербурге в 1882—1909 годах. Основателями газеты были Владимир Спасович и Эразм Пильц.